# Manuel María Sánchez
Manuel María Sánchez Baquero (Quito, 19 de diciembre de 1879 - "Ibídem",  28 de julio de 1935) fue abogado, educador, escritor y poeta ecuatoriano de inicios del siglo XX.   Sus principales cargos públicos fueron como Ministro de Educación y Rector del Instituto Nacional Mejía de Quito cargo último que lo desempeñó por más de 20 años hasta su fallecimiento. Su poesía relata la vida en el Ecuador de inicios del siglo XX, en medio de un país que se iba formando y consolidando en la democracia. Su poema más conocido es “Patria”, donde la séptima y octava estrofas fueron musicalizadas por Sixto María Durán en 1930 en un himno, el mismo es considerado el segundo himno en el sistema escolar ecuatoriano, se lo utiliza en ceremonias militares y escolares.  

## Reseña biográfica

### Vida personal

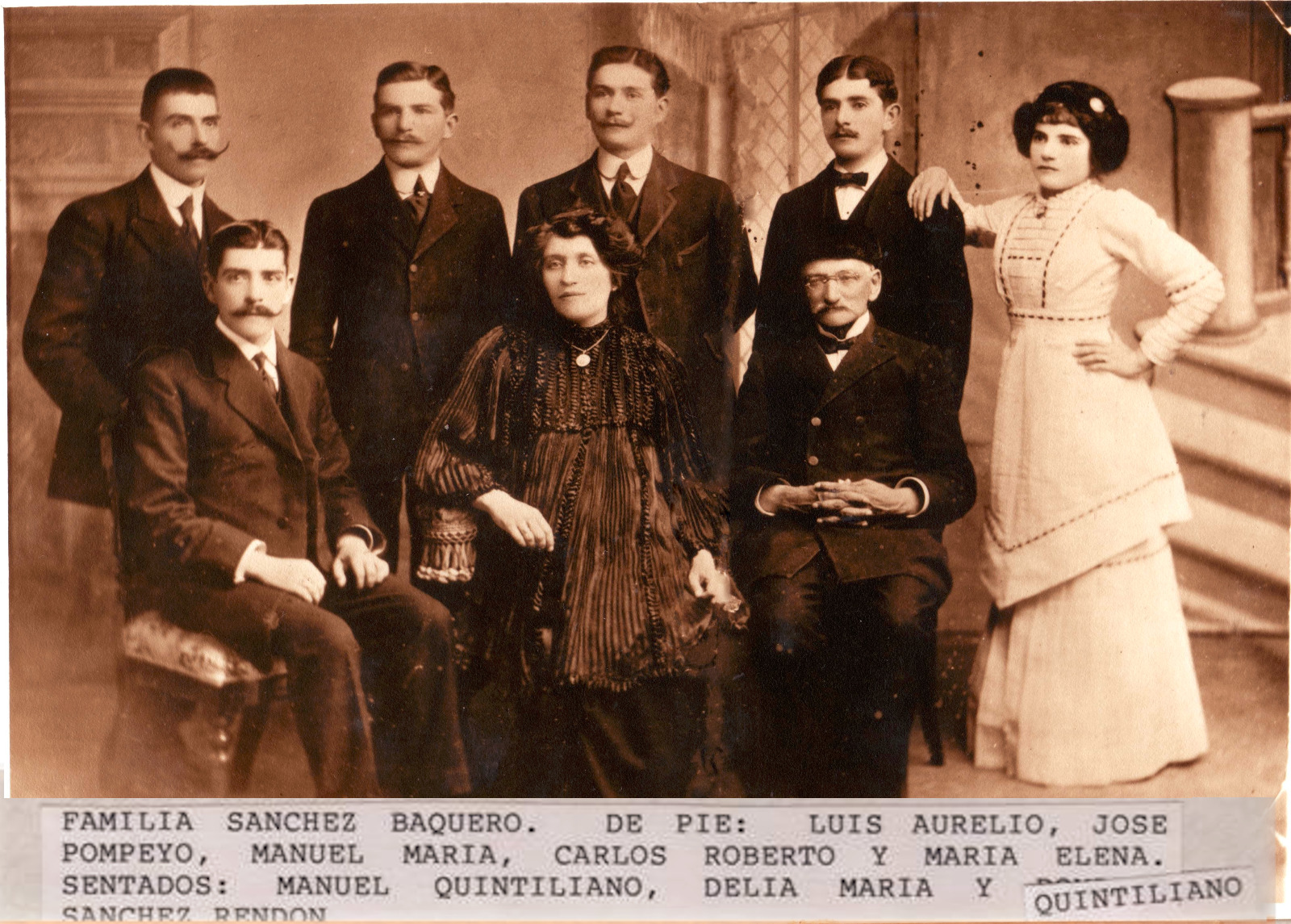
Foto Familia Sánchez Baquero

Nació en Quito el 19 de diciembre de 1879, hijo de Quintiliano Sánchez Rendón, reconocido escritor y miembro de la Academia Ecuatoriana de la Lengua, y Amalia Baquero Melo, Su familia incluía a José Pompeyo, Manuel Quintiliano, Luis Aurelio, Manuel María, Delia María, Carlos Roberto, y María Elena Sánchez Baquero.

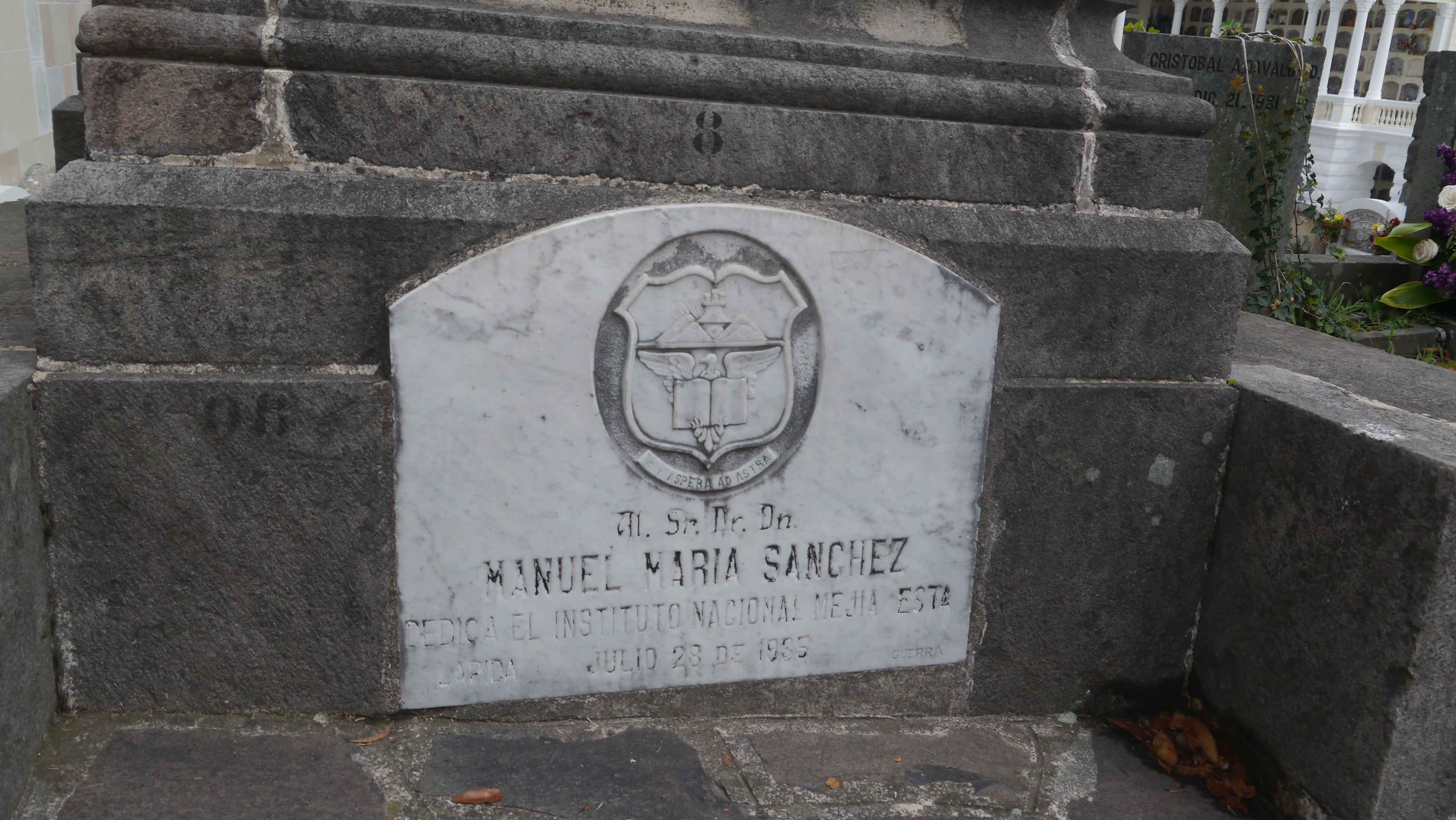
Tumba de Manuel María Sánchez, en el Cementerio de San Diego. Lápida dedicada por el Instituto Nacional Mejía.

Se casó con Inés María Uquillas Moncayo en 1912 y no tuvo descendencia. Falleció el 28 de julio de 1935, mientras trabajaba como Ministro fiscal de la Corte Suprema de Justicia. Está enterrado en el Cementerio de San Diego.

### Estudios
Se graduó de Bachiller en Filosofía y Letras en el Colegio San Gabriel de Quito en 1895 luego de haber hecho sus estudios en el Seminario Menor de San Luis.
Trabajó como profesor de escuela antes de iniciar sus estudios de Derecho en la Universidad Central del Ecuador, donde ingresó en 1902, siendo compañero de Luis Napoleón Dillon y se graduó como Abogado en 1911.  Incorporándose como abogado frente a la Corte Suprema   
Mientras estudiaba fue miembro de la sociedad literaria "Fígaro" y miembro fundador la “Sociedad Jurídica Literaria” (1902) donde publicó sus primeros poemas junto con otros escritores como  Gonzalo Zaldumbide, Alberto Gómez Jaramillo y Alfonso Moscoso.   Además publicó artículos en varios periódicos y revistas como La Prensa, fundado por su hermano José Pompeyo, El Dia, El Guante, El Grito del Pueblo, Guayaquil Artístico, Juan Montalvo, Ecuador (publicada en Carcas), Nuestra América (Santiago de Chile) y La Linterna. En 1905 obtuvo el premio en los Juegos Florales convocados por "El Grito del Pueblo" de Guayaquil con su poema "A la Prensa".
Cuando se funda el Diario El Comercio de Quito, estuvo entre los articulistas fundadores, bajo el seudónimo Leumann.  En 1909 colabora con "La Prensa" diario quiteño antigubernamental y altamente combativo que fue clausurado en 1911.  En 1910 se enrola en las Guardias nacionales, en las que el presidente Eloy Alfaro lo nombra capitán. En 1911 Funda el diario “La constitución” con sus co-idearios para combatir la revolución de Pedro J. Montero.

### Cargos públicos

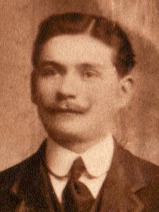
Manuel María Sánchez Baquero

En 1912 fue elegido Secretario de la Cámara del Senado, luego de ser Juez Primero de la Parroquia urbana del Sagrario,  y ocupa la subsecretaría del Ministerio de Instrucción Pública con Luis Napoleón Dillon como Ministro.  Luego fue subsecretario del Ministerio del Interior.
Regresa a la función pública como Ministro de Instrucción Pública en reemplazo de Dillon entre 1914 y 1916 durante la presidencia de Leonidas Plaza Gutiérrez.  En ese corto tiempo emprende un ambicioso plan de reforma de programas de enseñanza y en los diversos reglamentos de educación con la asesoría de la Misión Pedagógica Alemana contratada por su antecesor.  
En 1921 fue nombrado miembro de la Academia de la Lengua, pero no llegó a incorporarse.  
En 1922 fue elegido diputado por la provincia de Pichincha representado al partido Liberal,  siendo nombrado vicepresidente de la cámara de Diputados y es reelegido en 1928.  Durante este tiempo abogo por la implantación de la Ley Orgánica de Educación, granjeándose con ello la animadversión de los grupos más conservadores.  
Durante la presidencia de Isidro Ayora trabajó nuevamente es Ministro de Instrucción Pública.
Su último cargo lo obtuvo en 1931, siendo designado como Ministro Fiscal de la Corte suprema de Justicia en Quito

### Rectorado en el Instituto Nacional Mejía
Manuel María Sánchez empezó su carrera como profesor de Literatura, y a partir de 1913 fue nombrado Rector del Instituto Nacional Mejía, en reemplazo de Manuel Eduardo Escudero, cargo que ejerció hasta su muerte en 1935.
Luego de ejercer en la Cámara del Senado, vuelve al Rectorado del Instituto Nacional Mejía, en 1916, llevando al Instituto a una edad de oro, obteniendo nuevas rentas e  iniciando la construcción del nuevo edificio, ícono de la construcción neoclásica quiteña, que se terminó en 1937 ,a poco tiempo de su muerte,  a cargo del alemán Guillermo Spahr.  Manuel María doto al Instituto de laboratorios de Física y Química, un museo de Historia Natural y una escuela adjunta para los indígenas de la hacienda Pirca. La biblioteca del Instituto fue bautizada con su nombre al cumplirse 100 años de su nacimiento.
En su interés por mejorar la educación en el Ecuador, convoca en 1930 al Primer congreso Nacional de Educadores Primarios y Normalistas.
Por su gran trabajo en el rectorado es considerado como uno de los padres del laicismo en la educación ecuatoriana.

## Escritos
A más de sus tareas como funcionario público, escribió poesía que relata la vida en el Ecuador de inicios del siglo XX, en medio de un país que se iba formando y consolidando en la democracia.  Sus primeros poemas fueron de un género elegíaco, que buscaba la belleza en medio del dolor, como su poema "Los Expósitos". Su poesía fue evolucionando con temas más generales y épicos como  "El maestro", o " A La Prensa",  al igual que temas americanistas como "Entre las Selvas"  que fueron publicados en el Uruguay por incursionando después en temas patrióticos como su poema más conocido, “Patria”.  El poema Patria fue luego musicalizada por Sixto María Durán con motivo del concurso de composición musical convocado por el centenario de la República del Ecuador (1930) y es casi un himno en el Ecuador, popularizándose en escuelas, colegios y ceremonias militares.
El libro Poesías fue editado post mortem en 1938, luego de que su familia encontrara los poemas que había escrito durante su vida, contiene 155 escritos entre breves y largos.

## Distinciones
- Miembro de Número de la Academia Ecuatoriana de la Lengua (1921)
- En Quito existe una calle en sector norte designada por el Municipio.[9]
- En todo el Ecuador varias escuelas y colegios han sido nombradas en su honor.
- La biblioteca del Instituto Nacional Mejía lleva el nombre de Manuel María Sánchez